# نهائي كأس الكؤوس الأوروبية 1982
نهائي كأس الكؤوس الأوروبية 1982 جمعت المباراة النهائية في نسخة 1982 في بطولة كأس الكؤوس الأوروبية ناديً برشلونة الإسباني وستاندارد لييج البلجيكي وتمكن نادي برشلونة من الفوز بنتيجة 2-1 وتحقيق اللقب الثاني له في اطار البطولة .

## التفاصيل
| برشلونة                                            | 2–1      | ستاندارد لييج                     |
| -------------------------------------------------- | -------- | --------------------------------- |
| ألان سيمونسن +45' · كيني 63' · المدرب · أودو لاتيك | التفاصيل | جوي 8' · المدرب · رايموند غويثالس |

| برشلونة | ستاندارد لييج |